# Helioporacea
Ordre
Les Helioporacea sont un ordre de coraux octocoralliaires, communément appelés « coraux bleus ».

## Liste des familles
Selon World Register of Marine Species (25 juillet 2014) :
- famille Helioporidae Moseley, 1876[1]
  - genre Heliopora de Blainville, 1830
    - espèce Heliopora coerulea (Pallas, 1766) — Corail bleu
- famille Lithotelestidae Bayer et Muzik, 1977[1]
  - genre Epiphaxum Lonsdale (1850) †
  - genre Lithotelesto Bayer & Muzik, 1977
    - espèce Lithotelesto micropora Bayer & Muzik, 1977

  - genre Nanipora Miyazaki & Reimer, 2015
    - espèce Nanipora kamurai Miyazaki & Reimer, 2015